# Наталі Імбрулія
Наталі́ Імбру́лія (англ. Natalie Jane Imbruglia [ɪmˈbruːliə]) — австралійська співачка, акторка, авторка пісень. Альбом «Left Of The Middle» досягав першого місця в австралійських чартах, альбом «Counting Down The Days» досягав першого місця в чартах Великої Британії.

## Біографія
Народилася 4 лютого 1975 року в невеликому австралійському містечку Бірклеуеіл неподалік від Сіднея в родині італійського іммігранта та австралійської аборигенки. 
З дитинства почала займатися балетом. Професійно займалася співом з 13 років. Знімалася в телевізійній рекламі, потім в популярному серіалі «Сусіди», в якому починала кар'єру Кайлі Міноуг. 
У 1994 році поїхала до Лондона, де познайомилася з Філом Торнеллі з гурту The Cure і функціонером BMG Марком Фоксом. У Лондоні вона записала демоверсію пісні Torn і підписала контракт з лейблом RCA Records. Сингл вийшов у 1997 році і став міжнародним хітом, досягнувши в офіційному британському чарті продажів другої позиції. Сингл розійшовся тиражем понад мільйон копій у Великій Британії.  Пісня була названа британською газетою Daily Mirror синглом року, а Імбрулія зайняла друге місце в номінації «найкращий жіночий вокал року». У 1998 році отримала премію MTV Video Music Awards в номінації «найкращий новий виконавець» і номінації на премію «Греммі» у 1999 році. Слідом за синглом вийшов дебютний альбом Left Of The Middle. 
У 2002 році знялася в комедійному фільмі режисера Пітера Гауітта «Агент Джонні Інгліш». 
У січні 2003 року одружилася з музикантом гурту Silverchair Деніелом Джонсом.  У 2008 році пара оголосила про розлучення. 23 квітня 2009 виходить другий фільм з акторкою, Closed for Winter. 
У 2005-му році співачка представила кліп на пісню Shiver зі справжнім голлівудським переслідуванням, знятий на вулицях столиці України.
У вересні 2009 року оголосила про вихід нового альбому «Come to Life» 2 жовтня 2009 .

## Дискографія

### Альбоми
- Left Of The Middle (1997)
- White Lilies Island (2001)
- Counting Down the Days (2005)
- Glorious: The Singles 1997-2007 (2007)
- Come To Life (2009)
- Male (2015)
- Firebird (2021)

### Сингли
- Torn (1997)
- Big Mistake (1998)
- Wishing I Was There (1998)
- Smoke (1998)
- Identify (1998)
- That Day (2001)
- Wrong Impression (2002)
- Beauty On The Fire (2002)
- Shiver (2005)
- Counting Down The Days (2005)
- Glorious (2007)
- Want (2009)
- Instant Crush (2015)

### Відеокліпи
- 1997 — "Torn"
- 1998 — "Big Mistake"
- 1998 — "Wishing I Was There"
- 1998 — "Smoke"
- 1999 — "Identify"
- 2001 — "That Day"
- 2002 — "Wrong Impression"
- 2002 — "Beauty on the Fire"
- 2005 — "Shiver"
- 2005 — "Counting Down the Days"
- 2007 — "Glorious"
- 2009 — "Wild About It"
- 2009 — "Want"
- 2015 — "Instant Crush"